# Bălgartjevo
Bălgartjevo (bulgariska: Българчево) är ett distrikt i Bulgarien.   Det ligger i kommunen Obsjtina Blagoevgrad och regionen Blagoevgrad, i den västra delen av landet, 80 kilometer söder om huvudstaden Sofia.